# Тер-Карапетян, Мкртич Арташесович
Мкртич Арташесович Тер-Карапетян (арм. Մկրտիչ Արտաշեսի Տեր-Կարապետյան; 1910—1982) — советский, армянский и французский физиолог и биохимик, доктор медицинских наук и доктор биологических наук, профессор, действительный член Академии наук Армянской ССР (1956; член-корреспондент с 1947).

## Биография
Родился 22 октября 1910 года в городе Измир, в Турции.
В 1933 году окончил Бейрутский медицинский университет и в 1944 году — Сорбонский университет.
С 1946 года на научно-исследовательской работе в НИИ животноводства и ветеринарии МСХ АрмССР в качестве научного сотрудника. С 1956 по 1971 год на научной работе в Зооветеринарном научно-исследовательском институте МСХ АрмССР в должности руководителя лаборатории по переработке кормов. Одновременно с научной занимался и педагогической работой в  Ереванском государственном университете в должности — заведующего кафедрой биохимии биологического факультета.
С 1972 по 1981 год на научно-педагогической работе во Французском университете имени Пьера и Мари Кюри в качестве профессора и руководителя Отделения биохимии.

### Научно-педагогическая деятельность и вклад в науку
Основная научно-педагогическая деятельность М. А. Тер-Карапетяна была связана с вопросами в области биохимии и физиологии, занимался исследованиями в области биохимических и химических механизмов азотистого обмена биоорганических соединений, выявления образования сульфата и тиосульфата у высших позвоночных, научных проблем в области технической биохимии, занимался описанием вопросов обмена, в том числе окислительного распада серосодержащих соединений в организме высших животных, исследовал аэробный метаболизм дрожжеподобных организмов, его исследования в этой области имели практическое значение для производства дрожжей и антибиотиков.
В 1944 году защитил диссертацию на соискание учёной степени доктор медицинских наук, в 1959 году защитил докторскую диссертацию на соискание учёной степени доктор биологических наук. В 1945 году ВАК СССР ему присвоено учёное звание профессор. В 1947 году он был избран член-корреспондентом, а в 1956 году — действительным членом Академии наук Армянской ССР.  М. А. Тер-Карапетяном было написано более двухсот научных работ в том числе монографий.

## Основные труды
- Der Garabedian, La sulfure-oxydase des Vertébrés supérieurs, "Comptes rendus hebdomadaires des séances de l'Académie des sciences", 1945, t. 220, № 11
- О биологическом окислении сульфидной серы у высших позвоночных, «Доклады АН СССР», 1950, т. 71, № 1
- Влияние внешней среды на величину дрожжевых клеток, размножающихся в условиях аэробного обмена, там же, 1952, т. 84, № 4
- Об особенностях поглощения кислорода при аэробной ассимиляции глюкозы и ксилозы размножающимися дрожжевыми организмами, «Доклады АН АрмССР», 1956, т. 23, № 1
- О некоторых особенностях синтеза биомассы и баланса углерода при аэробной ассимиляции глюкозы и ксилозы дрожжевыми организмами, «Доклады АН СССР», 1957, т. 112, № 5